# Marcel Brauns
Marcel Brauns (Hasselt, 2 oktober 1913 - Sint-Truiden, 2 september 1995) was een veelzijdig en omstreden Vlaamse jezuïet, dichter, schrijver, hoogleraar Nederlandse letterkunde, theoloog, vooral bekend als 'pater Brauns' en berucht om zijn Vlaams-nationalistisch en Groot-Nederlands engagement. De 'kwestie-Brauns', die leidde tot zijn uitzetting (exclaustratie) uit de jezuïetenorde, overschaduwde de erkenning voor zijn opmerkelijke literaire en wetenschappelijke werk.

## Levensloop
Marcel Brauns was de zoon van Laurent Brauns, sergeant-majoor bij het 11e Linieregiment, een regiment dat zeer nauw verbonden was met Hasselt. In de eerste dagen van de Eerste Wereldoorlog, op 13 september 1914, sneuvelde hij in Haacht. Moeder Helena Vandenhoudt hertrouwde kort na de Eerste Wereldoorlog met een ambtenaar van Openbare Werken, Edmond Dequene, met wie ze nog vier kinderen kreeg. Hij werd in de herfst van 1919 naar Brugge overgeplaatst en het gezin verhuisde met hem. Brauns liep school bij de broeders xaverianen, was van 1921 tot 1923 intern bij de Broeders van de Christelijke Scholen in Sluis om er Frans te leren en doorliep vervolgens de humaniora in Latijn-wiskunde in het Brugse koninklijk atheneum. Daar werd hij actief in een Vlaamsgezinde vereniging, de 'Van Maerlant's zonen'. Onder de hoede van de leraar Nederlands Joost Pruûoost organiseerde de vereniging allerhande bijeenkomsten. Brauns was lid van het bestuur tijdens zijn twee laatste humaniorajaren en ontmoette er medestudenten zoals Maurits Van Lerberghe (die bankier werd en afgevaardigd bestuurder bij de Kredietbank), Hugo Vrielynck (later journalist), Robert Plancke (later hoogleraar RUG), Nand De Vlamynck (later voordrachtskunstenaar). Anderzijds werd zijn geestelijke roeping aangemoedigd door de leraar godsdienst, priester Pieter Ghyssaert.
In 1931 trad Brauns in bij de jezuïeten in Drongen. Hij studeerde theologie en klassieke talen in Leuven en Birmingham en filosofie in Nijmegen. In 1938 werd hij licentiaat in de thomistische wijsbegeerte in Leuven. Tijdens de jaren 1938-1941 was hij poësisleraar in het jezuïetencollege van Turnhout en vervolgens studeerde hij theologie in Leuven. In 1944 werd hij tot priester gewijd. Brauns promoveerde in de theologie in 1946 op een proefschrift "Per modum intellectus, ut verbum" over de theorie van het vóórkomen van de Zoon bij Thomas van Aquino, dat zeven jaar later in verkorte vorm gepubliceerd werd.
Vanaf 1948 en tot 1961 werd Brauns docent Nederlandse letterkunde aan de faculteit Wijsbegeerte en Letteren van de universiteit "Notre-Dame de la Paix" in Namen. Het ging om een eerder beperkte opdracht van een paar uren les om de twee weken. In dit kader publiceerde hij in 1953 zijn boek Oorspronkelijkheid, persoonlijkheid en schoonheid in de dichtkunst.
Zijn belangrijkste wetenschappelijke studies publiceerde hij op het gebied van de theologie. In 1954 verscheen Jezus als dichter, waarin Brauns literair-kritische methodes aanwendde om de evangelies te lezen. In hetzelfde jaar publiceerde hij zijn boek Christelijke heldhaftigheid, waarin de invloed op hem zichtbaar werd van de Griekse kerkvaders en de Nederlandse mystiek van Ruusbroec en Hadewijch. Deze invloed nam in het werk van Brauns een steeds belangrijker plaats in en kwam tot volle bloei in zijn magnum opus uit 1958 Het geheim der goddelijke persoonlijkheden – een drieëenheidsdogmatiek, een door zijn teruggaan op de mystiek uitermate oorspronkelijk werk. Hierin ontwikkelde Brauns een dynamisch-personalistische drie-eenheidstheologie die zich steeds verder verwijderde van het volgens hem al te formalistische en essentialistische thomisme.
Nauwelijks een jaar later verscheen een opmerkelijke studie over Hadewijch: Fierheid in de religieuze beleving. Het was een fenomenologische peiling van de religieuze en mystieke beleving aan de hand van Hadewych-teksten. In dit werk trad ook Brauns' literaire oriëntatie op de voorgrond. Een theologische benadering werd pas levendig door de poëtische kracht van de taal, zoals hij aan de hand van Hadewych liet zien. Het werk speelde een belangrijke rol in de theologische Hadewych-receptie.
De oorspronkelijkheid van deze theologische werken hangt vooral samen met de eigen literaire aspiraties en talenten die Brauns al vroeg tot ontplooiing bracht. Al in 1942 verscheen zijn eerste dichtbundel De heimelijke lusthof, twee jaar later de bundel Zangen van onmacht. In 1952 trad Brauns naar buiten met zijn meest geprezen poëzie, De eeuwige mens, waarin de dramatische kracht van de menselijke godsontmoeting poëtisch vormgegeven werd en een heroïsche eenzaamheid tegenover het goddelijke tot het centrale thema werd. In hetzelfde jaar nog verscheen De vijfde verrassing. Voor zijn eigen hertaling van Vondels Lucifer in 1945 ontving hij in 1957 de Prijs van de Vlaamse Provincies voor toneel. De poëzie van Brauns was nogal cerebraal en werd op gemengde commentaren onthaald. Toen zijn Zangen van onmacht verscheen, beperkte de recensie in het maandblad Streven (uitgegeven door de jezuïeten) zich tot één woord: 'Inderdaad'.
Naast hoogleraar was Brauns ook zielzorger in een Gentse volkswijk aan de Blaisantvest. Daar had zijn ordegenoot René Dewit een parochie gesticht onder de naam 'Maria Goretti', die in een tijdelijke loods fungeerde. De sfeer was die van de Franse priester-arbeiders die dicht bij en onder het arbeidersvolk wilden opereren.

## De 'kwestie-Brauns'
Het pathos en de heroïek die in zijn literaire en theologische werken naar voren kwam, vertoonde zich ook in het leven en het politieke engagement van Marcel Brauns. Toen, in volle schoolstrijd, de Brugse bisschop De Smedt de gelovigen aanmaande voor de Christelijke Volkspartij te stemmen, omdat die als enige de verdediging van het katholiek onderwijs op zich nam, repliceerde Brauns dat stemmen voor de Volksunie helemaal niet zondig was en hij zelf ook zo stemde.
Zijn activiteiten waren voortaan nauw verbonden met de Vlaamse Beweging. Einde jaren vijftig werd hij in Gent animator van het Erasmusgenootschap. Deze vereniging, gesticht in 1947, profileerde zich als volkshogeschool. In 1960 versmolt ze met het Algemeen-Nederlands Verbond. Ze was radicaal Vlaamsgezind en trok veel mensen uit collaboratiekringen aan. Hier voelde Brauns zich thuis en voor hem was dit een opstap naar bedrijvigheid als propagandist voor de Volksunie. Hij ging daarmee lijnrecht en ostentatief tegen het episcopaat in.
Pater Brauns trok door Vlaanderen en lokte volle zalen met de voordracht "De Vlaamse beweging, bijbels belicht", die hij zelf als een vorm van Vlaams-nationale bevrijdingstheologie interpreteerde. In deze voordrachten riep hij op om als katholiek niet langer voor de CVP, maar wel voor de Vlaams nationale Volksunie te stemmen. Vooral vanaf 1962 – toen het Vlaams-nationalisme electoraal de wind in de zeilen had – hield hij politiek erg radicale toespraken op meetings en hield hij voordrachten in Volksuniekringen. De brochure Radicalisme in de Vlaamse strijd, uitgegeven in 1964, was daarvoor illustratief. In 1964 sprak hij op de IJzerbedevaart op 23 augustus.
Daarbij bleef hij uitgaan van een katholieke context voor het Vlaams-nationalisme. Volgens geruchten zou van christendemocratische zijde druk zijn uitgeoefend op de orde van de jezuïeten om Brauns het zwijgen op te leggen. Aanvankelijk zouden zijn oversten hem de hand boven het hoofd hebben gehouden, maar toen de oude wens om de Antwerpse jezuïetenhogeschool Sint-Ignatius een hogere universitaire status te verlenen actueel werd, zou die steun weggevallen zijn. Van deze geruchten is echter nooit een bewijs geleverd.
Brauns had het stilaan nogal bont gemaakt, evolueerde steeds meer in een politieke zin en kwam in aanvaring met zijn oversten. De academische overheid in Namen had al in 1961 zijn contract als hoogleraar Nederlandse letterkunde niet vernieuwd. Brauns had het hoe langer hoe moeilijker om zich neer te leggen bij de discipline en de terughoudendheid op politiek vlak die zijn orde van hem verwachtte. De breuk werd onvermijdelijk en op 30 september 1964 werd hij onderworpen aan een "gekwalificeerde exclaustratie". Dit betekende dat hij uit de jezuïetenorde werd gezet maar met een mogelijkheid tot terugkeer, als er verbetering intrad.
Die verbetering was niet direct in zicht. Brauns, door niets meer tegengehouden, zette immers een verdere stap in de controverse door in 1965 naar Wenen te trekken en er te gaan getuigen à décharge op het veelbesproken proces tegen Verbelen, een collaborateur en misdadiger uit de Tweede Wereldoorlog. Niet in het minst door Brauns' interventie werd Verbelen vrijgesproken. In een vlammend betoog, gepubliceerd onder de titel Mijn waarheid (1966) rechtvaardigde Brauns zijn Vlaamse engagement in het algemeen en zijn Weense interventie in het bijzonder. Hij was ervan overtuigd dat hij "getuige voor de waarheid" was geweest. Voor hem stond de onschuld van de gewezen SS-man vast en was de beschuldigde "een gewetensvol politieambtenaar" geweest en "een idealistisch beminnaar en verdediger van de kleine lieden tegen de aanslagen van de schijnpatriotten". Brauns had zich in Wenen nogal excentriek gedragen door tijdens zijn getuigenis de Vlaamsche Leeuw te zingen. Met pastoraal had dit niets meer te maken in de ogen van zijn geestelijke overheid.
Brauns werd nu een aanhanger, zo niet een boegbeeld van de meest traditionele groep onder de leden van de Volksunie, beïnvloed door een vormentaal en een gedachtegoed die nogal sterk aansloten bij die van de collaboratie. Hij maakte het ook daar nogal bont en werd in stijgende mate buiten gekeken zowel voor zijn ideeën als voor zijn persoon. Herman Todts noemde hem voorzichtig "niet bescheiden van aard" en met "al te persoonlijk gekleurde ambities". Ook al had men in de Volksunie sterk de indruk dat hij naar een mandaat hengelde, werd hem nooit een verkiesbare plaats aangeboden.
Hij bleef zichzelf als jezuïet beschouwen. Een paar getrouwen stichtten voor hem het Pater Brauns-Steunfonds en hij gaf een eigen tijdschrift uit, het Hier Braunsfonds, later Pater Braunsfonds, waarin hij zijn visie op politiek en Kerk in zijn bekende passionele stijl uiteenzette. Het eerste nummer verscheen in juli 1965 en hij hield dit vol tot aan het nummer 235 in 1993, met nog een ultiem nummer kort voor zijn dood. Na de bewogen gebeurtenissen uit de jaren 1960 werd het stil rond Brauns. Financieel had hij het niet breed. Hij mocht gratis wonen boven de krantenwinkel die in Deinze werd uitgebaat door de zus van Karel Jonckheere. Als wedergunst stond hij vroeg in de morgen klaar om de aangeleverde kranten te sorteren en te ordenen.
Hij bleef ook literair actief. Gedichten schreef hij, zoals hij het zelf zegde, 'aan de lopende meter'. Vanaf 1977 keerde hij ook voor korte tijd terug op het politieke toneel, zij het veel minder op de voorgrond dan voorheen. Hij werd naar men zegt betrokken bij gesprekken tussen de Vlaamse Volkspartij van Lode Claes en de Vlaams Nationale Partij van Karel Dillen, gesprekken die uiteindelijk zouden uitmonden in de oprichting van het Vlaams Blok, het latere Vlaams Belang. Voortaan zou hij trouwens enkel nog in de Vlaams-Blokkringen enig aanzien behouden. In 1991 stond hij op de lijst van het Gentse Vlaams Blok. Anderzijds bleef Brauns lezingen houden over theologische en spirituele onderwerpen.
De laatste jaren woonde Brauns vereenzaamd in Gent. Hij verhuisde weer naar Hasselt. Op 2 september 1995 stierf hij in een rusthuis in Sint-Truiden. Bij zijn dood liet hij een immens onuitgegeven poëtisch oeuvre achter. Een niet onaanzienlijk deel van zijn archieven is, langs diverse wegen, bij het ADVN terechtgekomen.

## Werken

### Wetenschappelijke publicaties
- Karel van de Woestijne, in: Streven 9 (1942), 5, pp. 388–405.
- Per modum intellectus, ut verbum, Nijmegen (speciaal nummer van Bijdragen), 1953
- Oorspronkelijkheid, persoonlijkheid en schoonheid in de dichtkunst, Lier (De Bladen voor de Poëzie), 1953
- Christelijke heldhaftigheid, Antwerpen (Sheed and Ward), 1954
- Jezus als dichter, Tielt (Lannoo), 1954
- Het geheim der goddelijke persoonlijkheden – een drieëenheidsdogmatiek, Brugge (Beyaert), 1958
- Fierheid in de religieuze beleving. Een fenomenologische peiling van de religieuze en mystieke beleving aan de hand van Hadewych-teksten, Brugge (Beyaert), 1959
- De poëzie van Paul Rogghé, Antwerpen (De Sikkel), 1964; samen met Walter Prevenier

### Literaire werken
- De heimelijke lusthof, Utrecht (Spectrum), 1942
- Zangen van onmacht, Brugge (De kinkhoren), 1944
- Lucifer, Brugge (De kinkhoren), 1945
- De eeuwige mens, Amsterdam (Elsevier), 1952
- De vijfde verrassing, Gent (Erasmusgemeenschap), 1952
- Lof van het water, Gent (De Wit), 1956
- Vlassenbroek: Schelde vol wildheid en heerlijkheid, Gent (Vanmelle), 1958
- Winter- en kerstgedichten, Oudenaarde (Sanderus), 1959
- Daal, o dood, Lier (De Bladen voor de Poëzie), 1961

### Politieke geschriften
- Radikalisme in de Vlaamse strijd, Langemark (Vonksteen), 1964
- Vlaams-Nationaal Getuigenis, 1964
- Mijn Waarheid, Brugge, (De Galge), 1966